# Dubbelbandzanger
De dubbelbandzanger (Myiothlypis bivittata; synoniem: Basileuterus bivittatus) is een zangvogel uit de familie Parulidae (Amerikaanse zangers).

## Verspreiding en leefgebied
Deze soort telt twee ondersoorten:
- M. b. bivittata: van zuidelijk Peru tot centraal Bolivia.
- M. b. argentinae: zuidelijk Bolivia en noordelijk Argentinië.